# Isaías 53

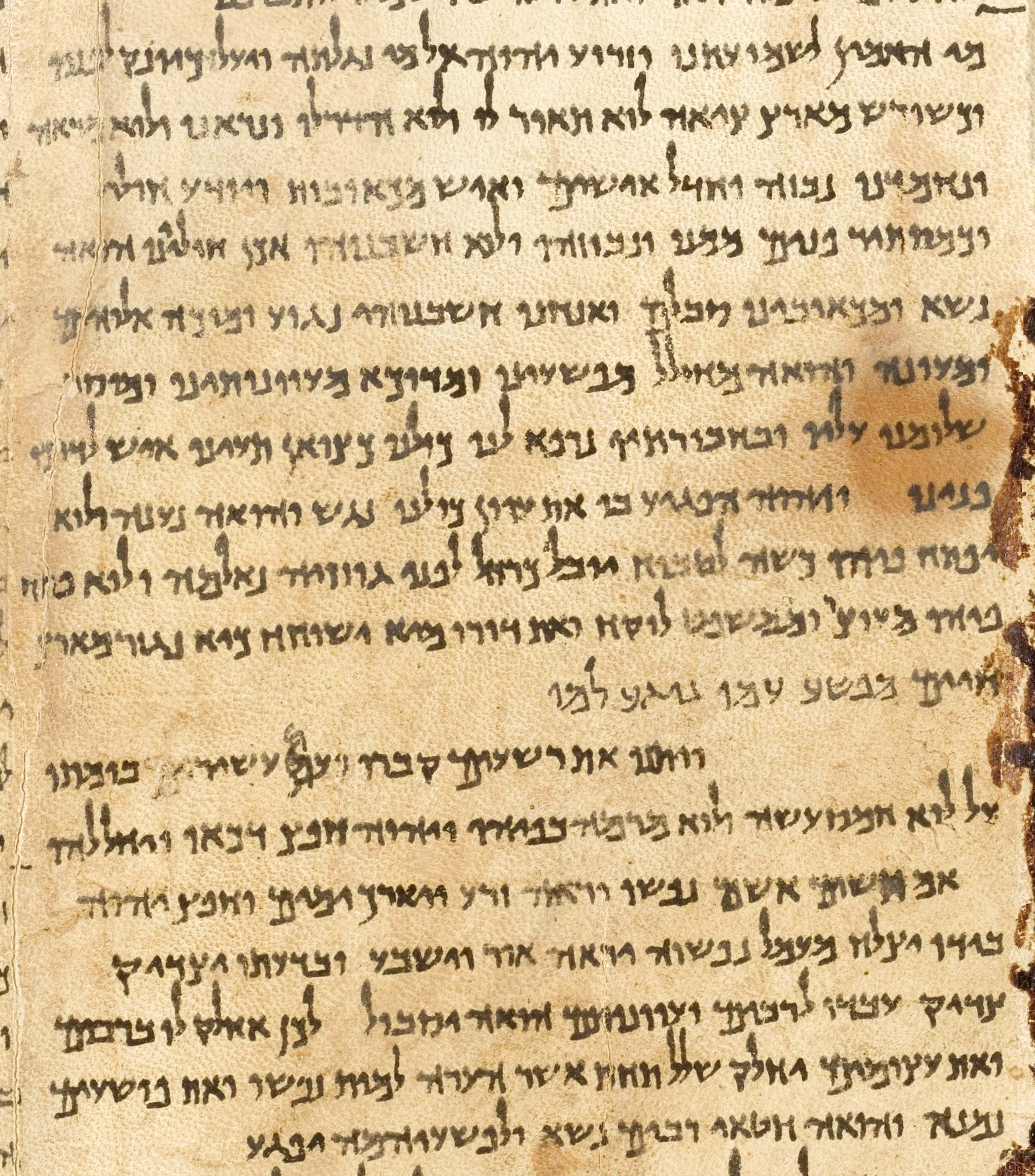
Reprodução fotográfica de um trecho do livro de Isaias 53 em um dos Manuscritos do Mar Morto

Isaías 53 é o quinquagésimo terceiro capítulo do Livro de Isaías na Bíblia Hebraica ou no Antigo Testamento da Bíblia Cristã. Este livro contém profecias atribuídas ao profeta Isaías e é um dos Nevi'im, livros proféticos da Tanakh. O capítulo data do tempo do exílio dos israelitas na Babilônia.

## Versões do texto
O texto original foi escrito em hebraico bíblico. O capítulo é dividido em 12 versículos, embora a perícope "O servo sofredor" comece no capítulo anterior, Isaías 52:13, abrangendo assim um total de 15 versículos. O texto sobrevive em várias tradições manuscritas autônomas e paralelas em hebraico, grego, latim e outras línguas.

### Hebraico
A edição hebraica padrão que serve de base para a maioria das traduções modernas é o Codex Leningradensis. Outros manuscritos da tradição do Texto Massorético incluem o Codex Cairensis e o Codex Aleppo.
Dentro dos Manuscritos do Mar Morto da Comunidade de Qumran foi encontrado o que é denominado como "O Grande Livro de Isaias", uma versão completa do livro, com datação entre 150-125 a.C.. Os Manuscritos também contém outras partes do livro, mas em fragmentos. Estes estes os primeiros testemunhos existentes do texto hebraico de Isaias 53:
- 1QIsaa: livro completo, contendo todos os 66 capítulos, com lacunas ocasionais e algumas palavras faltantes;
- 1QIsab: cópia fragmentada do livro[7];
- 4QIsab (4Q56): apenas os  versículos 11-12;
- 4QIsac (4Q57): apenas os versículos 1-3, 6-8;
- 4QIsad (4Q58): apenas os  versículos 8-12.

### Grego
A tradução para o grego koiné conhecida como Septuaginta foi feita no século III a.C. Manuscritos antigos existentes da versão da Septuaginta incluem o Codex Vaticanus, o Codex Sinaiticus, o Codex Alexandrinus e o Codex Marchalianus. Vários trechos do texto foram incluídos no Novo Testamento e servem como documentação adicional do texto grego no primeiro século. A Bíblia Hexapla de Orígenes preservou diversas traduções gregas do texto de Áquila de Sinope, Teodócio e Símaco, datadas do segundo século d.C.

### Latim
Jerônimo traduziu sua edição da Vulgata a partir de manuscritos hebraicos disponíveis para ele no século IV d.C. A retroversão do latim para o hebraico pode recuperar o que os manuscritos hebraicos diziam à época.

## Cânticos do servo sofredor

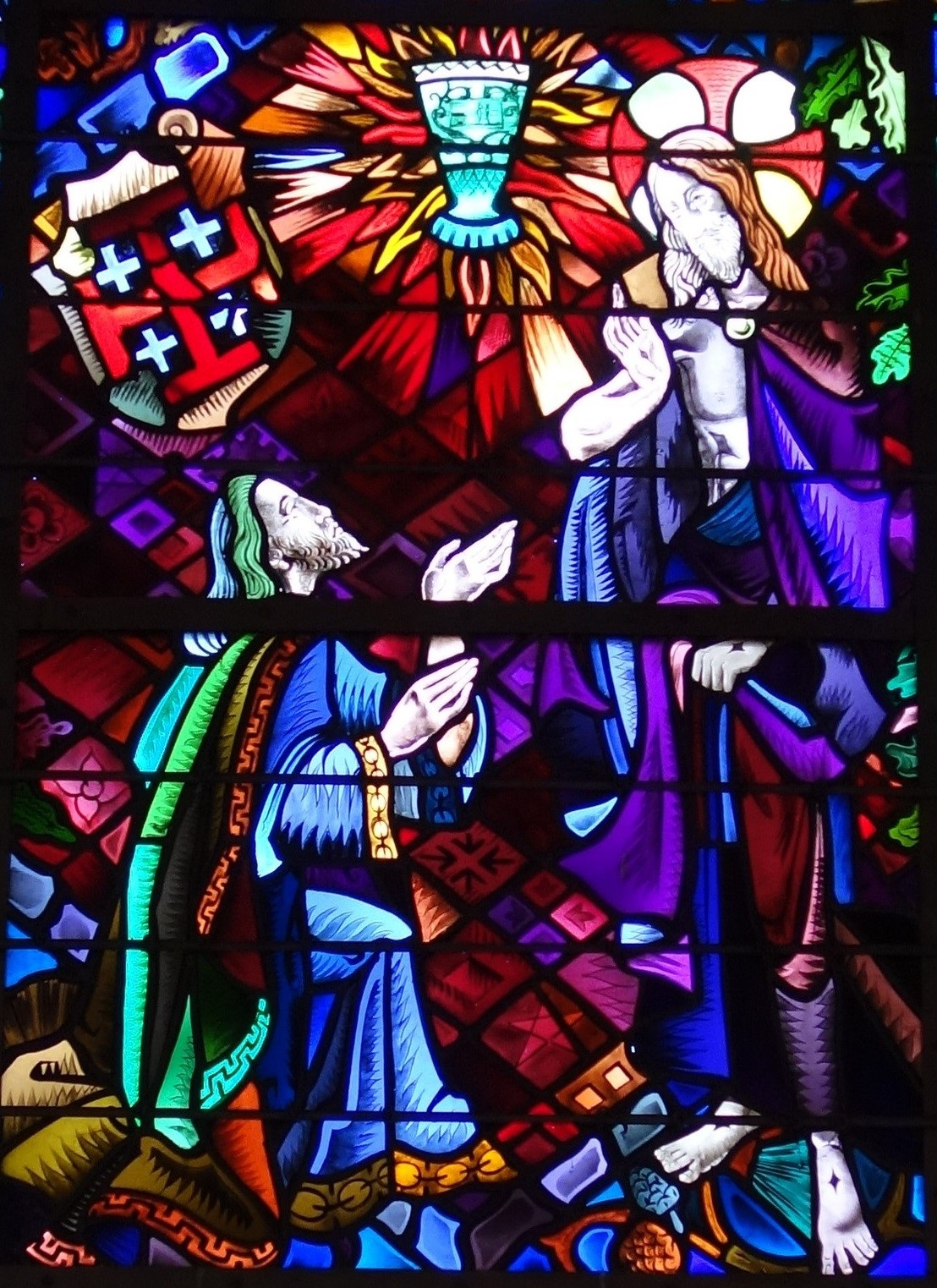
Vitral representando Cristo e José de Arimateia

Os versículos de Isaías 52:13-53:12 incluem quatro dos "Cânticos do Servo", descrevendo um "servo" de Deus que é maltratado, mas eventualmente vindicado.
Os temas do texto incluem uma ampla variedade de assuntos éticos, incluindo culpa, inocência, violência, injustiça, adesão à vontade divina, arrependimento e retidão. Cristãos, tradicionalmente, tem interpretado os cânticos como referências à Jesus Cristo.

## José de Arimateia
Muitos cristãos interpretam o papel de José de Arimatéria como cumprimento da profecia de Isaías de que o túmulo do "Servo Sofredor" estaria com um homem rico, assumindo que Isaías 53:9 se refere ao Messias:
"Deram-lhe a sepultura com os ímpios, e com o rico esteve na sua morte; ainda que ele não tinha cometido violência, nem havia dolo na sua boca" (Isaías 53:9).
Na obra Exposition of the Bible (em português: Comentário da Bíblia), John Gill aponta que: o versículo fala sobre a sepultura de Cristo, que embora ele tenha morrido entre criminosos, foi enterrado no túmulo de um homem rico, José de Arimateia; os judeus pretendiam que ele fosse sepultado como um criminoso, mas Deus ordenou que ele fosse enterrado de maneira honrosa.

## Interpretação judaica

### Literatura judaica

#### Talmude

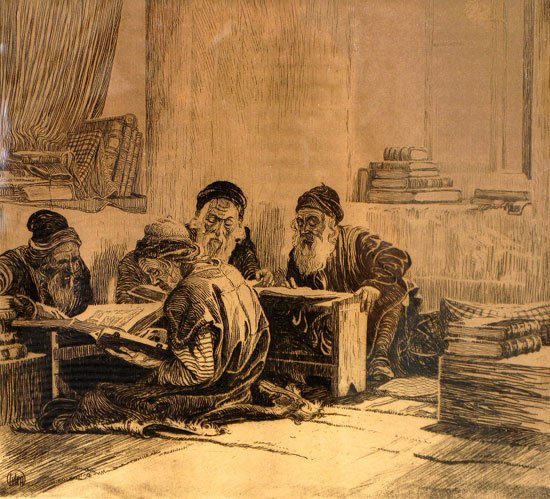
Gravura representando estudantes do Talmude, de Ephraim Lilien

O Talmude possui algumas referências ao livro de Isaias, capítulo 53:
- No primeiro livro do Talmude, Berachot, Isaías 53 é interpretado como uma referência ao povo de Israel e àqueles que estudam a Torá. O texto sugere que o sofrimento pode ser uma forma de purificação e recompensa para os justos. O versículo de Isaías 53:10 é mencionado explicar que se Deus está satisfeito com alguém, ele pode permitir que essa pessoa sofra, como forma de testar sua devoção. O trecho também destaca que aqueles que aceitam o sofrimento com resignação serão recompensados, vendo sua posteridade e prolongando seus dias, enquanto sua sabedoria permanecerá. O rabino Shimon bar Yochai sugere que Deus deu três presentes preciosos a Israel, todos concedidos através do sofrimento: a Torá, a Terra de Israel e o Mundo Vindouro.[13]
- No Sotá 14a, do Talmude Babilônico, Isaías 53:12 é associado a Moisés; no Talmude de Jerusalém, em Shekalim 5:1, esse versículo é aplicado ao Rabino Aquiba. Isso ocorre porque tanto Moisés quanto Aquiba foram considerados transgressores, mas ambos se levantaram em defesa da nação de Israel.[13]
- No livro de Sinédrio 98b, do Talmude Babilônico, especula-se de forma irônica sobre o nome não revelado do Messias judeu que está por vir, sugerindo que poderia ser qualquer pessoa. As possibilidades incluem um "leproso da escola" (uma alusão a discípulos rabínicos expulsos de um seminário).[13]

#### Midrash
O método midráshico de exegese bíblica busca obter sentido além do literal, examinando o texto de diversos ângulos e, assim, obtendo interpretações que não são à primeira vista óbvias.
- O intérprete Ruth Rabá interpreta o Livro de Rute detalhadamente, sugerindo que o Messias descenderá de Rute através do Rei Davi.[15] Ele relaciona eventos na narrativa de Rute como prenúncios do futuro de seus descendentes. Rute é elogiada por sua modéstia e bondade para com Naomi, associando suas ações ao Messias e destacando a importância da bondade.
- Números Rabá 13:2 aplica Isaías 53:12 a Israel no exílio, sugerindo que o redator tinha acesso a um Midrash antigo sobre Números, cuja existência atual desconhecemos. Este Midrash provavelmente pertencia ao grupo de Midrashim do estilo Tanhuma.[16]
- Eliyahu de Rabá, que os estudiosos concordam foi escrito no final do século X, tem 3 citações referenciadas Isaías 53, no Midrash conhecido como Tana Devei Eliyahu, aplicando-se-lhes os justos de Israel (capítulos 6, 13, 27).

#### Zohar
A Zohar é a base de trabalho da literatura mística da cabala. As referências a Isaías 53 são em grande variedade: ao todo, são feitas oito referências, nas quais os versículos do livro são interpretados como relativos à Moisés; outras 7 referências são ligadas aos justos de Israel e uma é apontada diretamente para a nação da Israel. Ainda, Isaias 52:13-14 é relacionado com o anjo Metatron.

## Interpretações cristãs

### Novo testamento

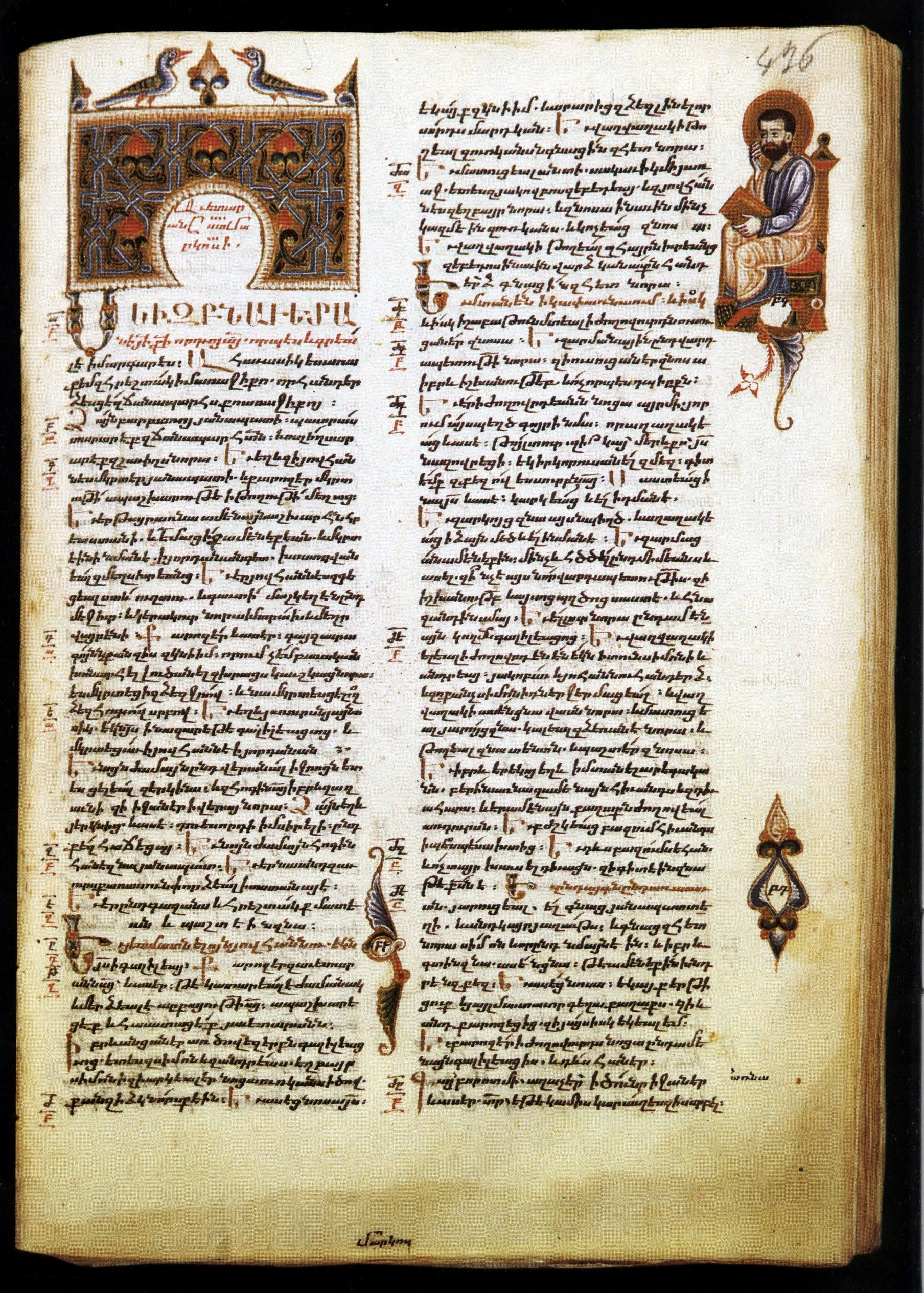
Primeira página do Evangelho de Marcos em um manuscrito medieval

O Novo Testamento retrata uma interpretação consistente e singular de Isaías 53, identificando o servo sofredor como Jesus de Nazaré: sua experiência de crucificação e ressurreição é retratada como o cumprimento do texto do Antigo Testamento.

#### Evangelhos
As primeiras palavras de Jesus registradas em Marcos, que muitos acreditam ser o evangelho mais antigo (66–74 d.C), são as seguintes: «O tempo está cumprido, e o reino de Deus está próximo; arrependei-vos e crede no Evangelho.» (Marcos 1:15).
Os estudiosos bíblicos geralmente apontam para Isaías 52:7 como o pano de fundo da proclamação de Jesus. A passagem de Isaías fala de um mensageiro que traria "boas novas" do reino de Deus e o anúncio da salvação. Jesus se identifica tanto como o mensageiro de Isaías 52:7 quanto como o servo sofredor de Isaías 53, uma ligação que não era exclusiva do judaísmo. Craig Evans cita várias fontes que relacionam as "boas novas" de Isaías 52:7 com o "relato" de Isaías 53:1.
Assim, há boas razões para conjecturar que sempre que os autores do Novo Testamento falam do "evangelho" ou das "boas novas", trata-se de uma referência a Isaías 53, conforme eles o viram ser cumprido na vida, morte e ressurreição de Jesus. Os autores do Novo Testamento se referem às "boas novas" (em grego clássico: εὐαγγέλιον; romaniz.: euangelion) 76 vezes.
Jesus cita e aplica diretamente Isaías 53:12 a si mesmo em Lucas 22:37. Marcos 10:45 não é uma citação direta de Isaías 53, mas faz alusão a ele com o tema de servir a "muitos" por meio da morte. Essas duas passagens fornecem exemplos da autocompreensão de Jesus como o servo de Isaías 53.

#### Atos dos Apóstolos
Outras passagens em Atos dos Apóstolos encaixam Jesus na leitura do capítulo de Isaias. Em Atos 8:26-40, um eunuco etíope lê o capítulo na Septuaginta e pergunta a Filipe: "Por favor, peço-te que me esclareças sobre quem o profeta está falando? De si mesmo ou fala de algum outro?". No versículo seguinte, Filipe alega que a profecia está relacionada a Jesus.  Isso implica que a interpretação de que Isaias 52 e 53 se referem a Jesus eram correntes na época em que Atos foi escrito.

#### Epístolas
Paulo faz alusão aos temas de Isaías 53 em 2 Coríntios 5:19-21, onde ele identifica Jesus como aquele que não tem pecado e que entrega a justiça aos pecadores. Ele diz que "em [Jesus] podemos nos tornar a justiça de Deus" (2 Coríntios 5:21). Isso é muito semelhante a Isaías 53:11, onde se diz que o servo justo "torna justos muitos" suporta a punição de muitos. Romanos 5:19 segue a mesma lógica sobre "os muitos" e a justiça por meio de Cristo.
Em Romanos 10:15, Paulo identifica a mensagem de salvação em Cristo como as "boas novas" de Isaías 52:7. Logo em seguida, ele apela para Isaías 53:1 e equipara as "boas novas" com a "mensagem" que Israel havia rejeitado (Romanos 10:16). Com essa exegese, Paulo sustenta que a rejeição judaica de Cristo foi profetizada por Isaías, embora a rejeição não tenha sido total, com Israel passando a acreditar em Cristo em seu retorno apocalíptico (Romanos 11). João 12:38 cita Isaías 53:1 com o mesmo propósito de explicar que a rejeição de Cristo pelos judeus havia sido predita.
A epístola de 1 Pedro dá um lugar de destaque ao texto de Isaías 53. Em 1 Pedro 2:23-25, há pelo menos quatro citações e quatro alusões a Isaías 53.Carson escreve: "É possível que o próprio Pedro tenha sido o primeiro dos apóstolos a desenvolver a cristologia do Servo Sofredor."[49] Pedro afirma que os maus-tratos e a morte de Jesus foram preditos em Isaías 53, e ele pede que os seguidores de Jesus repitam seu exemplo ético por meio da não resistência. 

### Patrística
Isaías 53 foi amplamente citado pelos pais da igreja, que encontravam paralelos com Jesus. O exemplo mais antigo fora do Novo Testamento pode ser encontrado na Primeira Epístola de Clemente, escrita por entre de 95-97 d.C. Outro exemplo antigo está na Epístola de Barnabé, escrita entre 70-135 d.C. Ireneu de Lyon cita a passagem de Isaias 53:8 na obra Contra Heresias.  e Tertuliano dedica um capítulo da obra Contra os judeus para analisar o tema das profecias do Antigo Testamento.

## Relações judaico-cristãs

### Antes de 1000 d.C
O exemplo mais antigo conhecido de um judeu e um cristão debatendo o significado de Isaías 53 é citado por Orígenes, pai da igreja cristã, na obra Contra Celsum, escrita em 248 d.C:
Lembro-me de que, em certa ocasião, em uma discussão com alguns judeus, considerados homens sábios, citei essas profecias; ao que meu oponente judeu respondeu que essas predições se referiam a todo o povo, considerado como um indivíduo, e como estando em um estado de dispersão e sofrimento, a fim de que muitos prosélitos pudessem ser conquistados, por causa da dispersão dos judeus entre numerosas nações pagãs.

### Entre 1000-1500 d.C

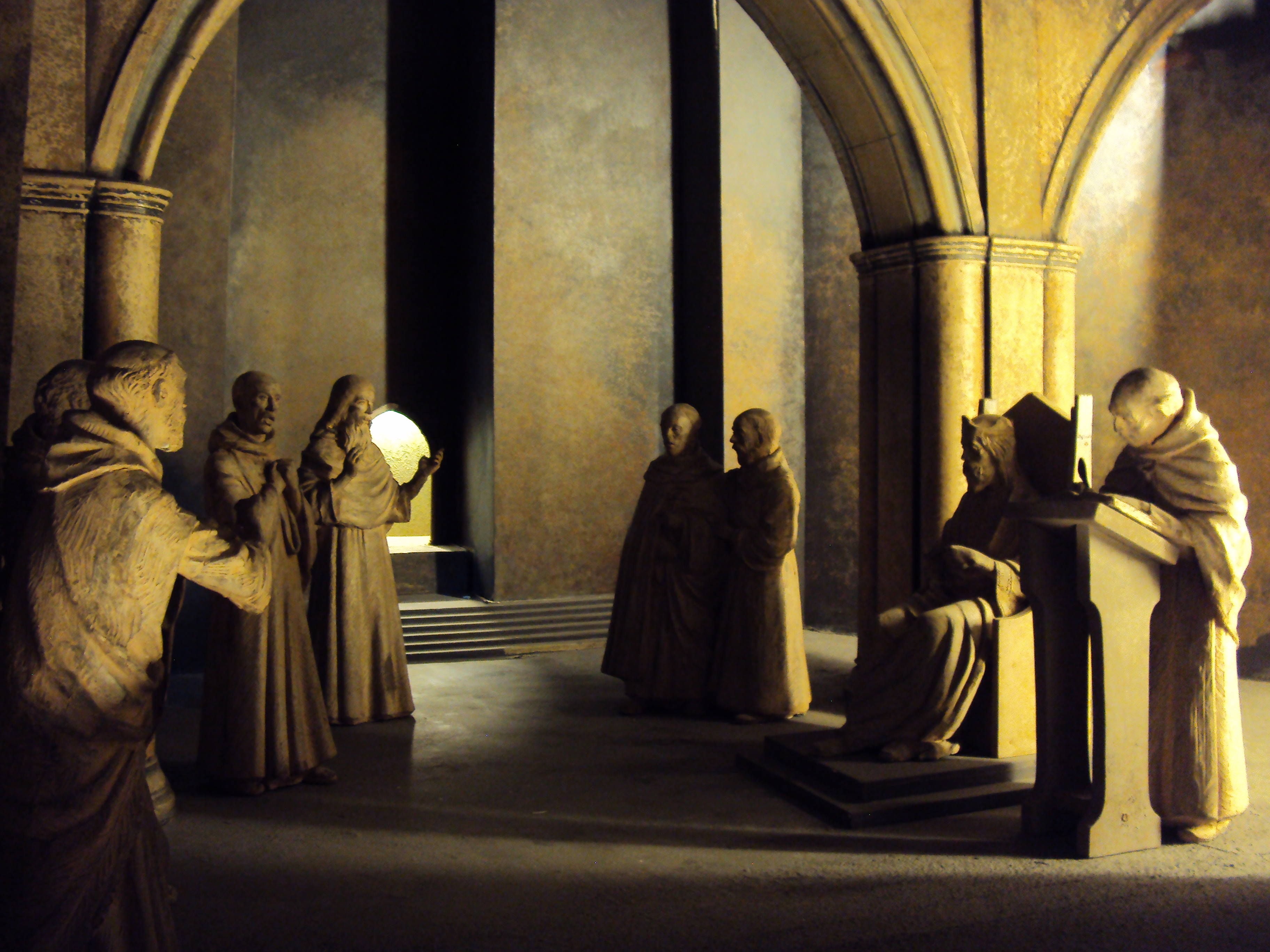
Fotografia da representação da Disputa de Barcelona no Museu da Diáspora Judaica em Israel

Em 1263 d.C, na Disputa de Barcelona, Nachmánides expressou o ponto de vista judaico sobre Isaías 53 e outros assuntos relacionados à crença cristã sobre o papel de Jesus nas Escrituras Hebraicas, buscando refutar o cristiansimo. A disputa foi considerada vencida por Nachmánides pelo rei Jaime I de Aragão e, como resultado, a Ordem Dominicana obrigou-o a fugir da Espanha pelo resto de sua vida. Passagens do Talmud também foram censuradas. Em uma série de outras discussões, debates sobre esta passagem resultou em conversões forçadas, deportações, e a queima de Judeus textos religiosos.

### Modernidade
O uso de Isaías 53 em debates entre judeus e cristãos ainda ocorre com frequência no contexto do trabalho missionário cristão entre judeus, e o tópico é uma fonte de discussão frequente, muitas vezes repetitiva e acalorada. Alguns cristãos devotos veem o uso da interpretação cristã de Isaías 53 na conversão de judeus como um ato especial de amor cristão e um cumprimento do ensinamento de Jesus Cristo sobre a Grande Comissão. A visão comum inalterada entre muitos judeus hoje, incluindo os caraítas, é que se todo o livro de Isaías for lido do início ao fim, em hebraico, fica claro que Isaías 53 não está falando de um indivíduo, mas da nação de Israel como um todo.
Alguns acreditam que o indivíduo seja Ezequias. Durante seu reinado, o exército da Assíria invadiu Judá e sitiou Jerusalém; mas os israelitas saíram vitoriosos. Este evento fez com que Ezequias fosse exaltado aos olhos de muitas nações; ao mesmo tempo, o rei adoeceu gravemente e esteve à beira da morte, de modo que a vida dele representaria o sofrimento e exaltação descritos em Isaias 53.
A frase "como ovelhas para o matadouro", usada para descrever a suposta passividade judaica durante o Holocausto, deriva de Isaías 53:7.

#### Visão contramissionária judaica
Organizações internacionais judaicas contramissionárias, como a Outreach Judaism ou a Jews for Judaism, respondem diretamente às questões levantadas pelos missionários cristãos com relação a Isaías 53 e exploram o judaísmo em contradição com o cristianismo  Em relação à interpretação de Isaias 53, acreditam que o texto descreve o exílio e a redenção do povo judeu, com profecias escritas no singular porque os judeus são considerados como uma unidade.

## Visão moderna
De acordo com os estudos acadêmicos modernos (incluindo acadêmicos cristãos), o servo sofredor descrito no capítulo 53 de Isaías é, na verdade, o povo judeu em seu contexto original.
Bart Ehrman argumenta que a associação entre o Servo Sofredor e Jesus ignora o contexto histórico e literário do texto, que foi escrito no século VI a.C., após a destruição de Jerusalém e o exílio babilônico. Segundo o autor, Isaías 53 não se refere a um messias futuro, mas sim ao servo que representa o povo de Israel, já que o termo "messias" não aparece no texto e os verbos indicam sofrimentos passados, não futuros.
O acadêmico John Goldingay afirma que Isaías 53 é exemplo clássico de sensus plenior, de forma que a vida e o ministério de Jesus revelam significados mais profundos nas Escrituras, independentemente do contexto original das passagens citadas no Novo Testamento.

### Judaicas
- Artigo sobre "O servo sofredor", do professor Mordochai ben Tziyyon, da Universidade hebraica
- Artigo sobre Isaías 53, do Rabino Moshe Shulman
- Análise feita por Moshe Shulman sobre Isaias 53
- Artigo sobre Zohar em Isaías 53, do rabino Moshe Shulman
- Artigo sobre Haftorah e Isaías 53, do rabino Moshe Shulman
- Verbete da Enciclopédia judaica: Servo de Deus
- Artigo sobre Isaías 53m, do rabino Tovia Singer
- Artigo de Mordecai Alfandari sobre polêmica entre a interpretação judaica e cristã

### Cristãs
- Tradução paralela latim-inglês, arquivado em 12 de julho de 2020
- Verbete "Messias" na Enciclopédia Católica
- Artigo da Christian Courier, sobre Isaias 53, arquivado em 25 de maio de 2022
- Artigo no portal bible.org, sobre Isaias 53